# Władysław Paciorkiewicz

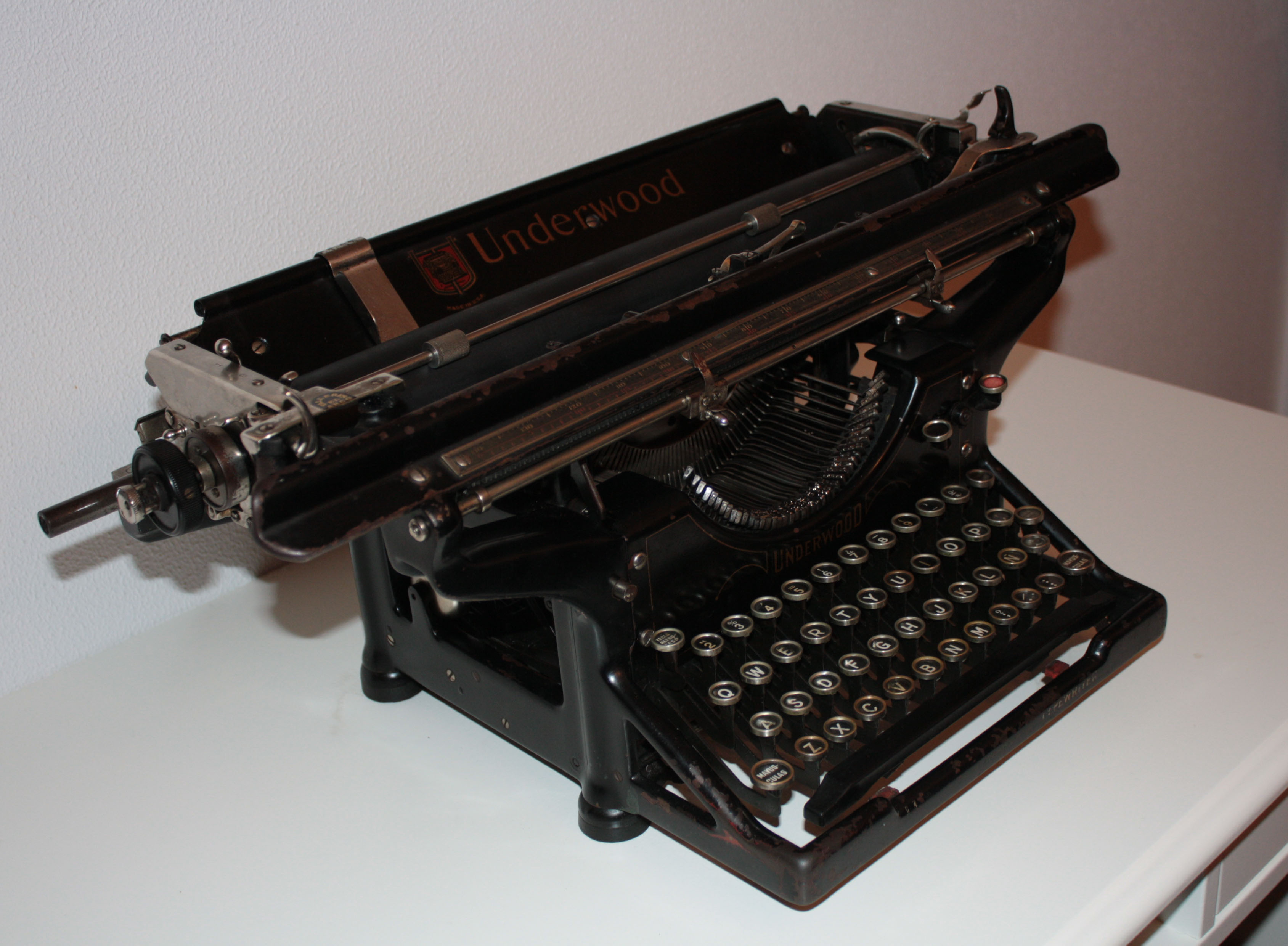
Maszyna do pisania z okresu międzywojennego

Władysław Paciorkiewicz (ur. 15 grudnia 1876 w Żegrowie, zm. 6 lipca 1925 w Bydgoszczy) – polski mechanik, wynalazca, przedsiębiorca, konstruktor pierwszej polskiej maszyny do pisania.

## Życiorys
Urodził się 15 grudnia 1876 r. w Żegrowie w ówczesnym powiecie śmigielskim w Wielkopolsce (na nagrobku błędnie wpisano datę urodzenia 13 listopada 1876). Był synem kołodzieja Jana Stanisława i Walerii z Oraczewskich. Zdobywszy kwalifikacje mechanika wyjechał do Berlina, gdzie pracował na różnych stanowiskach: ślusarza, montera, mechanika-konstruktora i kierownika technicznego mechaniki maszyn i aparatów w fabrykach niemieckich. W sprawach zawodowych często wyjeżdżał poza Niemcy. Był m.in. w Stanach Zjednoczonych i w Anglii. 
Jako konstruktor wyposażony w pasję i talent, wieczorami i nocami pracował w swoim warsztacie nad konstrukcją maszyny do pisania. W 1903 r. zbudował prototyp kieszonkowej maszyny do pisania i wystąpił o jej opatentowanie. W 1906 r. opracował i opatentował model urządzenia pod nazwą „Merkur”. Maszyna ta posiadała 28 klawiszy o 84 znakach (model jest przechowywany w Berlinie). Wkrótce skonstruował kolejny, doskonalszy model, również o nazwie „Merkur”. W 1908 r. powstał w Berlinie czwarty model, który otrzymał nazwę „Phönix”, a wkrótce potem jego ulepszona piąta wersja, która była eksponowana na Targach Lipskich (model jest przechowywany w Berlinie).
Przebywając w Niemczech uzyskał, poza patentem na maszynę do pisania, szereg innych patentów oraz świadectw ochronnych, m.in. na automaty do książek, aparaty reklamowe, automaty oddzielające monety fałszywe od prawdziwych, automaty do frankowania znaczków pocztowych, ruchome figury reklamowe i zabawki dla dzieci, spinki automatyczne, sprzęgła, łożyska walcowe i in.
W 1921 r. wrócił do kraju i zamieszkał w Bydgoszczy, gdzie uruchomił pierwszą polską wytwórnię maszyn do pisania – najpierw przy ulicy Gdańskiej, a potem we własnej nieruchomości przy ul. Malborskiej 15 (obecnie ul. Dolina 24 - budynek już nie istnieje). Tu powstał kolejny szósty model maszyny do pisania pod nazwą „Pacior” (od nazwiska wytwórcy). Pierwszą partię 50 maszyn przekazano do sprzedaży 29 stycznia 1921 r. W latach 1922/1923 pojawił się model „Idea”, eksponowany na wystawach w Poznaniu i Lwowie (przechowywany w bydgoskim Oddziale Stowarzyszenia Stenografów i Maszynistek w Polsce). Przed śmiercią zdołał jeszcze wykonać prototyp kolejnego modelu pod nazwą „Polonia”. 
Zmarł 6 lipca 1925 r. w Bydgoszczy po operacji wyrostka robaczkowego. Został pochowany na cmentarzu Starofarnym w Bydgoszczy.

## Upamiętnienie
28 kwietnia 1963 r. staraniem bydgoskiego Oddziału Stowarzyszenia Stenografów i Maszynistek w Polsce, odsłonięto poświęconą mu marmurową tablicę pamiątkową na ścianie budynku przy ul. Dolina 24 w Bydgoszczy, gdzie mieszkał i produkował maszyny do pisania.
W 2012 roku, w wyniku konkursu, nazwano jego imieniem jedną z ulic na terenie Bydgoskiego Parku Przemysłowo-Technologicznego.